# Diecéze Rockville Centre
Diecéze Rockville Centre (latinsky Dioecesis Petropolitana in Insula Longa) je římskokatolická diecéze sufragánní vůči Newyorské arcidiecézi. Její teritorium zahrnuje část státu New York, konkrétně okresy Nassau a Suffolk na Long Islandu. Katedrálou je kostel sv. Anežky v Rockville Centre.

## Stručná historie

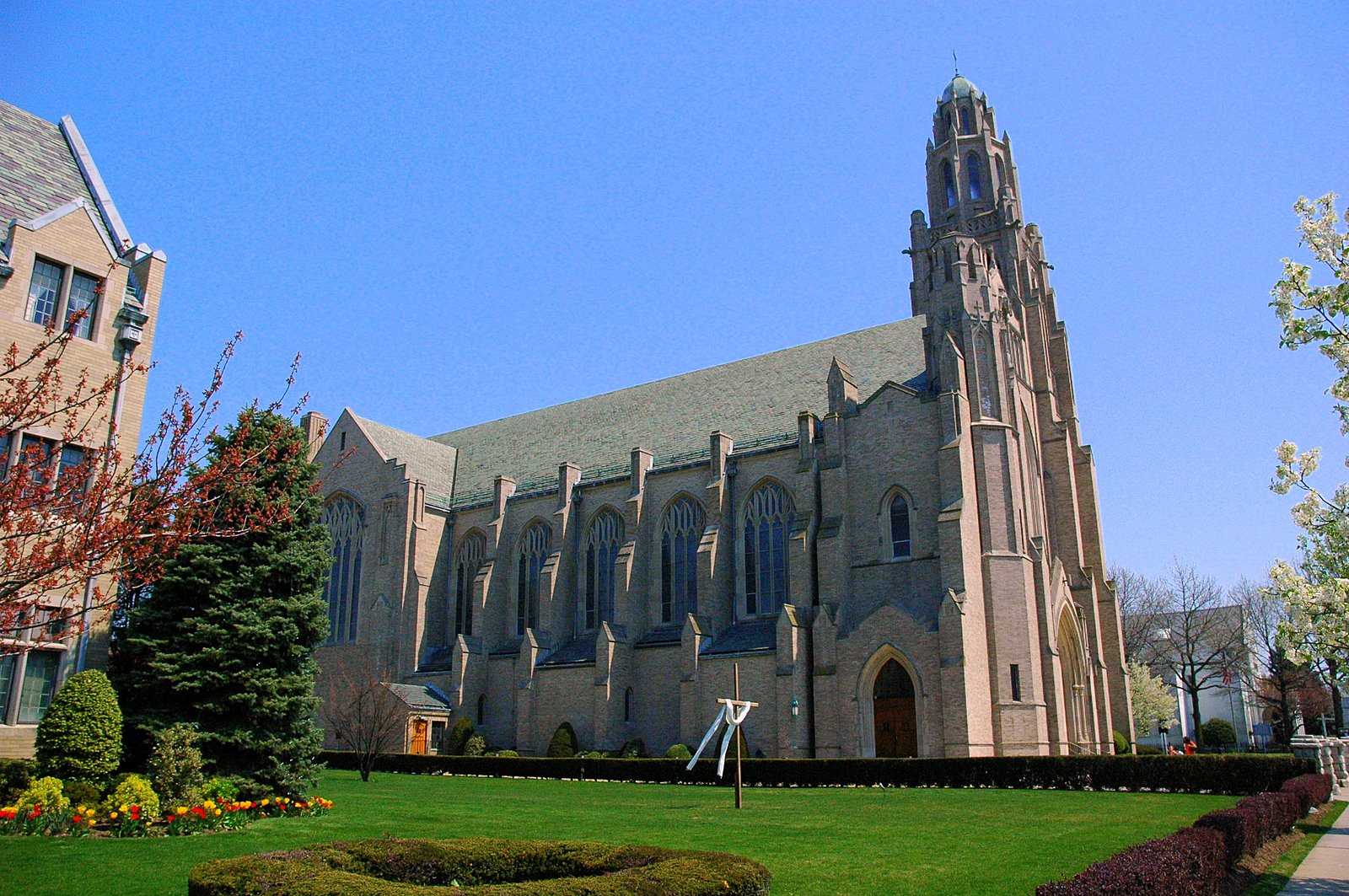
Katedrála sv. Anežky v Rockville Centre.

Papež Pius XII. dne 6. dubna 1957 vydal bulu Dum hodierni, jímž z diecéze Brooklyn vyčlenil diecézi Rockville Centre, která byla podřízena jako sufragánní Newyorské arcidiecézi. Dne 2. dubna 1962 papež Jan XXIII. učil v apoštolském listu Fortis puellae za patronku diecéze svatou Anežku Římskou.